# Metro de Almatý
El Metro de Almatý (Kazajo: Алматы метрополитені; Ruso: Алматинский метрополитен) fue inaugurado el 1 de diciembre de 2011, por el presidente Nursultan Nazarbaev, después de 23 años de construcción. El metro de Almatý es el segundo sistema de metro en Asia Central, después del Metro de Tashkent en Uzbekistán, y el decimosexto metro de las ex repúblicas soviéticas.

## Sistema de Metro de Almatý
Una vez completado, el sistema de metro abarcará un total de 45 km de longitud.
La primera sección de la línea 1 tiene una longitud de 7,3 kilómetros y cuenta con siete estaciones. Inicialmente, 4 trenes operarán en la línea, aumentando a 52 una vez que la línea está completa. A una velocidad media de 40 km/h, el tiempo total de viaje de punta a punta será de 12 minutos. El costo de construcción se estima en 101 millones de tenge (mil millones de dólares).
Después de la apertura de la primera sección, la construcción comenzará en el resto de la Línea 1, así como en la Línea 2, que será una línea de superficie. Tras la finalización de ambas líneas, hay una tercera línea en la actualidad en la planificación
|  | Бірінші бағыт Línea 1 |  |  |  |  |  |                                                |
|  |                       |  |  |  |  |  | Райымбек батыр Raiymbek batyr                  |
|  |                       |  |  |  |  |  |                                                |
|  |                       |  |  |  |  |  | Жібек Жолы Zhibek Zholy (Ruta de la seda)      |
|  |                       |  |  |  |  |  |                                                |
|  |                       |  |  |  |  |  | Алмалы Almaly                                  |
|  |                       |  |  |  |  |  |                                                |
|  |                       |  |  |  |  |  | Абай Abai                                      |
|  |                       |  |  |  |  |  |                                                |
|  |                       |  |  |  |  |  | Байқоңыр Baikonur                              |
|  |                       |  |  |  |  |  |                                                |
|  |                       |  |  |  |  |  | Мұхтар Әуезов атындағы театры Teatro de Auezov |
|  |                       |  |  |  |  |  |                                                |
|  |                       |  |  |  |  |  | Алатау Alatau                                  |
|  |                       |  |  |  |  |  |                                                |